# Blakistonia
Blakistonia là một chi nhện trong họ Idiopidae.